# 鬼吹灯之怒晴湘西 (2019年电影)
《鬼吹灯之怒晴湘西》，改编自天下霸唱小说《鬼吹灯》系列小说，鬼吹灯系列电影之一。是由新片场影业、万达影视传媒有限公司、圣世互娱影视科技江苏股份有限公司出品，北京信风影业有限公司制作，刘轩狄导演，李晟荣、郑冬、林枫烨等主演的一部奇幻冒险电影。讲述讲述“卸岭魁首”陈玉楼，“搬山道人”鹧鸪哨、军阀罗老歪，一起在湘西瓶山探秘古老地宫的故事。本片于2019年11月在网络平台腾讯视频播出。